# Eupithecia cohorticula
Eupithecia cohorticula là một loài bướm đêm trong họ Geometridae.